# カリアン・サムス
- カリアン・サムズ

カリアン・リバリーノ・サムス（Kalian Rivalino Sams, 1986年8月25日 - ）は、オランダ王国南ホラント州ハーグ出身の元プロ野球選手（外野手）。右投右打。

## 経歴

### オランダ時代
2005年はオランダ国内リーグであるホーフトクラッセのヒポテークゼカー・トーナドスに所属した。
2006年は同リーグのADOレイカーズに所属した。

### マリナーズ傘下時代
2006年7月2日にシアトル・マリナーズとマイナー契約を結んだ。オフの11月に台湾で開催された第16回IBAFインターコンチネンタルカップのオランダ代表に選出された。同大会では銅メダルを獲得している。
2007年は開幕を傘下Aのウィスコンシン・ティンバーラトラーズで迎えた。同チームでは48試合に出場し、打率.205、4本塁打、8打点、32安打、1盗塁を記録した。その後、傘下ショートシーズンAのエバレット・アクアソックスでプレーした。同チームでは56試合に出場し、打率.225、7本塁打、22打点、43安打、9盗塁を記録した。
2008年は傘下ルーキーリーグのプラスキ・マリナーズでプレーした。32試合に出場し、打率.204、10本塁打、20打点、22安打、1盗塁を記録した。
2009年は開幕を傘下Aのクリントン・ランバーキングスで迎えた。同チームでは16試合に出場し、打率.161、1本塁打、6打点、9安打を記録した。その後、傘下ショートシーズンAのエバレットでプレーした。同チームでは4試合に出場し、打率.375、3本塁打、6打点、6安打、2盗塁を記録した。
2010年も昨年同様に傘下Aのクリントンと傘下ショートシーズンAのエバレットでプレーした。2チーム合計で、105試合に出場し、打率.183、20本塁打、58打点、64安打、6盗塁を記録した。
2011年は開幕を傘下アドバンスAのハイデザート・マーベリックスで迎えた。同チームでは20試合に出場し、打率.200、6本塁打、10打点、12安打、1盗塁を記録した。その後、傘下Aのクリントンでプレーした。同チームでは93試合に出場し、打率.237、18本塁打、56打点、76安打、25盗塁を記録した。オフの9月20日に第39回IBAFワールドカップのオランダ代表に選出された。同大会ではヨーロッパの国としては1938年大会のイギリス代表以来73年ぶりの優勝を果たした。この栄誉を称えて代表24人全員に「サー」の爵位が贈られ、サムスにも贈られた。
2012年は傘下AAのジャクソン・ジェネラルズで開幕を迎えた。76試合に出場し、打率.242ながら11本塁打、13盗塁（失敗0）を記録した。
2013年はシーズン開幕前の3月に開催された第3回ワールド・ベースボール・クラシック（WBC）のオランダ代表に選出された。キューバとの敗者復活戦ではサヨナラ犠飛を放ちチームを初の決勝トーナメント進出に導いた。シーズンでは4月23日に解雇された。

### パドレス傘下時代
2013年5月5日にサンディエゴ・パドレスとマイナー契約を結んだ。契約後は傘下AA級のサンアントニオ・ミッションズへ異動した。同チームでは26試合に出場し、打率 .250、10本塁打、27打点、20安打、4盗塁を記録した。6月8日に傘下AAAのツーソン・パドレス（現：エル・パソ・チワワズ）に昇格した。同チームでは24試合に出場し、打率.160、1本塁打、3打点、8安打を記録した。7月20日に解雇された。8月3日に独立リーグ・アトランティックリーグのカムデン・リバーシャークスと契約を結んだ。同チームでは5試合に出場し、打率.667、3本塁打、9打点、10安打、2盗塁を記録した。8月10日にテキサス・レンジャーズとマイナー契約を結んだ。契約後は、傘下AAのフリスコ・ラフライダーズへ異動した。同チームでは20試合に出場し、打率.286、4本塁打、10打点、22安打を記録した。オフの11月23日にレンジャーズとマイナー契約で再契約した。また、メキシコのウィンターリーグであるリーガ・メヒカーナ・デル・パシフィコに参加しアルゴドネロス・デ・グアサベでプレーした。ここでは、22試合に出場し、打率.192、4本塁打、13打点、15安打を記録した。
2014年3月23日に解雇された。

### パドレス退団後
2014年4月8日、アトランティックリーグのカムデン・リバーシャークスに復帰した。同チームでは16試合に出場し、打率.232、2本塁打、6打点、13安打、1盗塁を記録した。シーズン途中に退団し、台湾のセミプロリーグのポップコーンリーグのトプコ・ファルコンズに入団した。ポジションも内野手に転向した。9月2日に第1回フランス国際野球大会のオランダ代表に選出された。同大会でオランダ代表は初代優勝国となった。フランス国際野球大会終了後の12日に第33回ヨーロッパ野球選手権大会のオランダ代表に選出された。同大会ではオランダ代表が大会の記録である自国の20回の優勝を塗り替える3大会振り21度目の優勝を果たした。11月28日にキュラソー・ネプテューヌスに加入した。
2015年2月17日に「GLOBAL BASEBALL MATCH 2015 侍ジャパン 対 欧州代表」の欧州代表に選出された。3月10日の第1戦に「5番 左翼手」で先発出場した。3月11日の第2戦には「4番 左翼手」で先発出場した。4月13日に第15回ワールドポート・トーナメントと第1回WBSCプレミア12のオランダ代表予備ロースターに選出された。
4月24日に独立リーグであるカナディアン・アメリカン・リーグのケベック・キャピタルズと契約を結んだ。
オフの10月12日に第1回WBSCプレミア12のオランダ代表候補選手36名に選出され、10月20日に第1回WBSCプレミア12のオランダ代表選手28名に選出された。
2016年2月24日にメキシカンリーグのシウダーデルカルメン・ドルフィンズと契約する。開幕前の1月18日にキューバ代表との強化試合のオランダ代表に選出されたが、同試合は雨天中止となった。シーズンでは7試合の出場に終わり、5月4日に解雇となる。その後はキャピタルズに復帰。8月25日に第2回フランス国際野球大会のオランダ代表に選出された。9月7日に第34回ヨーロッパ野球選手権大会のオランダ代表に選出された。ヨーロッパ野球選手権大会決勝は息子が誕生するのを見届けてから、途中参加となり、この試合でオランダはスペインに延長戦の末に勝利し、自国の優勝記録を更新し、2大会連続22度目の優勝を果たした。10月18日に日本代表との強化試合のオランダ代表に選出された。
2017年は開幕前の2月7日に同年のアメリカ遠征のオランダ代表に選出された。2月9日に第4回WBCのオランダ代表に選出され、2大会連続2度目の選出を果たした。4月6日にキャピタルズと再契約を結んだ。オフの10月13日にイタリア代表との親善試合である「ヨーロピアン・ベースボール・シリーズ」のオランダ代表に選出された。
2018年もキャピタルズでプレー。
2019年は独立リーグ・アトランティックリーグのハイポイント・ロッカーズと契約したが、7月13日にカナディアン・アメリカン・リーグのサセックスカウンティー・マイナーズに移籍。8月19日にオランダ・ホーフトクラッセのL&Dアムステルダム・パイレーツに移籍。オフには第35回ヨーロッパ野球選手権大会と第2回WBSCプレミア12のオランダ代表に選出された。
2022年10月27日に現役を引退することが発表された。

## 選手としての特徴
オランダ代表の一員として、主要な国際大会に出場している。マイナーリーグではほぼ両翼しか守っていないが、代表では中堅を守ることもある。

## 詳細情報

### 代表歴
- 2006 IBAFインターコンチネンタルカップ オランダ代表
- 2011 IBAFワールドカップ オランダ代表
- 2013 ワールド・ベースボール・クラシック・オランダ代表
- 2014年フランス国際野球大会オランダ代表
- 2014年ヨーロッパ野球選手権大会オランダ代表
- 2015 WBSCプレミア12 オランダ代表
- 2016年フランス国際野球大会オランダ代表
- 2016年ヨーロッパ野球選手権大会オランダ代表
- 2017 ワールド・ベースボール・クラシック・オランダ代表
- 2019年ヨーロッパ野球選手権大会オランダ代表
- 2019 WBSCプレミア12 オランダ代表